# میودراگ رادولوویچ
میودراگ رادولوویچ (انگلیسی: Miodrag Radulović؛ زادهٔ ۲۳ اکتبر ۱۹۶۷) بازیکن سابق و مربی فوتبال اهل مونته‌نگرو است.
از باشگاه‌هایی که در آن بازی کرده است می‌توان به باشگاه فوتبال سوتیسکا نیکشیچ اشاره کرد.